# 뉴머신 우뢰매 5
DO AT FORST MOVE IS GAY 

## 스토리
우주 정찰 임무를 수행하던 우뢰매는 괴비행체를 목격, 추적하다 공격을 당해 크게 폭파되고 만다. 형래와 데일리는 우뢰매의 잔해속에서 주은 블랙박스로 인해 제2의 뉴머신을 찾아 나선다. 괴비행체를 타고 있던 외계인 꼬마는 알파우주선 베가수령으로부터 제2의 우뢰매를 탈취하라는 지령을 받는다. 밀림의 원주민에게 쫓겨 신상 앞의 재물이 된 데일리는 신상이 제2의 우뢰매인 것을 발견하고 에스퍼맨으로 변신한 형래와 함께 알파 우주선과의 통쾌한 일전을 벌인 끝에 위기에 처한 지구를 구하게 된다. 
*. 내용출처 : 네이버영화

## 상영정보
- 극장개봉 : 1988년 7월 16일
- 비디오출시 : 1989년 10월 3일 (VHS, 백록비디오프로덕션)

## 등장인물

### 주인공
- 에스퍼맨(형래) : 심형래(성우: 김환진)

이상한 숲을 다니다가 이상한 꼬마를 데리고 접근한다. 데일리의 부재중 우뢰매를 파괴했으나, 아들인 베이다스와 맞서 싸웠다. 뉴머신 우뢰매를 탑승한 뒤 결국 지구로 나왔다. 그러나 결국 베가한테 공격을 당한다.
- 데일리 : 이혜진

에스퍼맨을 도와 지구를 지키는 히로인이다. 그러나 베이다스에게 공격을 당하게 되며, 원시주족들에게 납치당한다.

### 지구방위군단 인물
- 지구방위사령관 : 박암(성우 : 설영범)

지구방위군단을 이끄는 사령관이다. 알파우주선에 의해 지구방위선단은 전멸을 당하지만, 베가에게 납치당한다. 그러나 에스퍼맨에 의해 구출되어 알파우주선을 탈출한다.
- 지구방위군

지구방위군단의 병사들이다. 사령관에 명령에 따라 지구를 방위하는 임무를 맏는다. 그러나 알파우주선에 침입하다, 결국 로봇병사들에 의해 죽음을 당한다.
- 지구방위군단 부관 - 채열

지구방위사령관과 최일선에 서서 보좌하는 부관이다. 병사들을 이끌고 알파우주선의 침입에 맞서 싸우지만, 자신의 죽음을 당한다.

### 알파우주선 인물
- 베가 (목소리) : 박세범(성우 : 유해무)

베이다스의 부친. 자신의 부대를 끌고 지구를 침략하려는 악당이다. 자신의 아들 베이다스를 이용하여 걸림돌이 되는 우뢰매의 제거와 신무기인 뉴머신 우뢰매를 탈취하려는 계획을 세웠지만, 절반의 성공은 거둔채 베이다스를 죽고 만다. 정상적인 모습에서 뇌와 손으로 변신하여 싸우지만, 에스퍼맨의 의해 죽음을 당한다.
- 베이다스 (목소리) : 김우종 → 현길수

베가의 아들. 우뢰매의 의해 의도적으로 불시착한 우주선에 동행하여 지구인 꼬마의 모습으로 변신하여 에스퍼맨과 데일리에게 접근한다. 우뢰매의 침입하여 폭발물을 설치하여 폭발당한다. 그러나 에스퍼맨의 의해 죽음을 당한다.
- 다이모스 (목소리) : 최동수

베가의 부관. 나름대로 열정을 가지지만, 열심히 보좌하고 있다. 결정적 순간에 베가의 심기를 또다시 건드리려 죽음을 이르게 된다.
- 고저스

다이모스가 죽은 후, 부관의 자리에 오르게 된다. 베가가 죽음 후, 베가의 사령선을 돌리려 에스퍼맨과 사령관이 조종석으로 갈 때 전투 중 에스퍼맨의 의해 레이저 총에 맞아 죽는다.
- 베가의 로봇 병사들

알파우주선에 의해 침입하자 지구방위군에게 당한다. 결국 에스퍼맨의 의해 죽음을 맞는다.

### 그 외 인물
- 원시부족장 - 장인한

데일리를 납치하여 뉴머신 우뢰매의 잠을 깨게 한다. 베이다스의 맥없이 나가 떨어지는 부족원을 뒤로하고 좀 비굴한 면도 없는 인물이다.
- 원시부족원

자연과 함께 살아가는 부족들이다. 베이다스 출현에 자신들이 창에 던져 죽기도 한다.
- 센타우리별의 박사

뉴머신 우뢰매를 가동시키자 자동적으로 모니터에 출현하여 뉴머신 우뢰매의 개요를 설명해준다. 제2의 우뢰매라고 자칭하며 씨멘을 아예 우주범죄자로 분류하여 설명한다.

## 제작진
- 총감독·제작: 김청기
- 기획: 김춘범
- 각본·원안: 채동근
- 촬영감독: 정운교
- 촬영부: 이석현, 임종호
- 조명: 손영철
- 조명부: 이상율, 김석현
- 음악: 남우영
- 미술: 조융삼
- 편집: 박순덕
- 녹음: 청맥녹음실
- 현상: 영화진흥공사
- 색보정: 김승호
- 분장: 장인한
- 스틸: 양기주
- 특수효과: 정도안
- 의상: 미투리 의상실
- 조감독: 박혜원, 심병섭
- 기록: 윤효숙
- 제작실장: 양동욱, 양근복
- 진행: 김석
- 애니메이션감독: 윤충국
- 애니메이션촬영: 이성우, 임종호
- 미술효과: 배상준
- 원화: 박혜원
- 동화: 장철수
- 선화: 장혜련
- 채화: 양미선, 박춘옥
- 감독: 조명화

## 협찬
- 월간우뢰매, 서동문고, 서울동화과학, 지구여행사]

## 메카닉

### 우뢰매
- 무장 : 입에서 광선이 나간다.

### 뉴머신 우뢰매
- 무장 1 : 머리에서 광선이 나간다.
- 무장 2 : 손바닥에서 광선이 나간다.
- 무장 3 : 팔로 광선이 나간다.
- 무장 4 : 턱에서 광선이 나간다.
- 무장 5 : 손바닥에서 광선이 나간다.
- 무장 6 : 매직큐를 발동시키면 가슴에서 '불의 우뢰매'가 튀어나간다. 이것은 단순한 빔병기가 아니라 새처럼 날아다니면서 육탄공격을 퍼붓는다.

기타 무장
뉴머신 우뢰매는 3단 분리가 가능
- 1호기 : 형래가 조종.
- 2호기 : 백팩에 허리 이하 허벅지까지가 붙어 형성된다. 데일리가 조종. (광선같지만 미사일이 발사된다.)
- 3호기 : 다리 부분이 붙어 만들어진다.

### 지구방위선단
- V전자빔 : 에너지를 모두 쓰는 무기라고 모두들 만류하다.

지구방위선단 함재기
- 무장 : 광선이 나간다.

### 알파 우주선
- 무장 1 : 광선포 - 대포같이 생긴 강한 무기이다.
- 무장 2 : 중성자파
- 무장 3 : 신중성자빔

알파우주선 함재기
- 무장 : 광선이 나간다.

#### 크레머 로보트
- 무장 1 : 기본 무장으로 광선총을 가지고 있다.
- 무장 2 : 손바닥에서 광선이 나간다.
- 무장 3 : 머리에 뚜껑이 열리면서 광선이 나간다.

## 그 외 무기

### 에스퍼맨
- 무장 : 레이저 총과 광선검을 소지하고 있다.

### 베가
- 무장 1 : 눈에서 광선이 나간다.
- 무장 2 : 손에서 광선이 나간다.
- 무장 3 : 베가는 에스퍼맨의 광선검에 맞서 창을 어디선가 꺼낸다.

## 같이 보기
- 우뢰매 시리즈